# Mandelbach (Prüm)
Mandelbach je rijeka u pokrajini Porajnje-Falačka u Njemačkoj.
Mandelbach izvire južno od Lichtenborna. Desna je pritoka Prüma u koji se ulijeva u Manderscheidu.